# Саариахо, Кайя
Кайя Аннели Саариахо (фин. Kaija Anneli Saariaho; 14 октября 1952[…], Хельсинки, Финляндия — 2 июня 2023[…], VIII округ Парижа, Франция[…]) — финский композитор. Жила и работала преимущественно во Франции.

## Очерк биографии и творчества
Училась в Академии Сибелиуса в Хельсинки, в 1980—1982 годах занималась в летней школе во Фрайбурге у Брайана Фернихоу и Клауса Хубера, в 1982 году стажировалась в институте IRCAM. В Париже испытала влияние композиторов-спектралистов.
Сотрудничала с французским писателем ливанского происхождения Амином Маалуфом, американским театральным режиссёром Питером Селларсом (Селларс — постановщик всех её музыкально-театральных сочинений), дирижёрами Э.-П. Салоненом, Ю.-П. Сарасте, М. Летоньей и др., Кронос-квартетом, певицей Д. Апшоу, пианистом Э. Аксом. Жила в Париже. Занималась благотворительностью, в том числе пожертвовала Дому музыки в Хельсинки 1 млн евро на приобретение концертного органа.
Саариахо работала в самых различных жанрах, её перу принадлежат оперы, балет, оратория, оркестровые пьесы, концерты для различных инструментов с оркестром, камерные инструментальные ансамбли и др. Музыка Саариахо по своей тематике и языку интернациональна, зачастую апеллировала к «общечеловеческим ценностям» — в этом смысле типично, что оригинальные заголовки её сочинений — на немецком, французском и (реже) английском языках, при этом этническая (финская) компонента в её музыке и сюжетике почти не просматривается.
В феврале 2021 года у Саариахо диагностировали глиобластому. Скончалась 2 июня 2023 года в Париже в возрасте 70 лет.

## Премии и награды
В 1986 году удостоена Кранихштайнской музыкальной премии. Музыкальная премия Северного Совета (2000), премия Рольфа Шока (2001), Премия Гравемайера (2003, за оперу «Любовь издалека»). Медаль Pro Finlandia (2005). Лауреат премии Грэмми (2011 за оперу «Любовь издалека»). В том же году была удостоена премии Леони Соннинг. Polar Music Prize (2013). Премия испанского банковского фонда BBVA (2018). Согласно пресс-релизу фонда, «Саариахо повлияла на современную музыку своей уникальной индивидуальностью и разносторонностью», что она «соединяет миры акустической и электронной музыки».

## Избранные сочинения
- оперы «Любовь издалека» (фр. L’amour de loin; вариант перевода — «Далёкая любовь»[8], по мотивам виды Джауфре Рюделя; Зальцбург, 2000), «Адриана-мать» (Париж, 2006), «Эмили» (авторское обозначение «монодрама», об Эмили дю Шатле; Лион, 2010)
- балет «Земля» (Хельсинки, 1991)
- оратория «Страсти Симо́новы» (о жизни С. Вейль; Вена, 2006)
- оркестровые сочинения, в том числе цикл прелюдий «Над морем» (Oltra mar, 1999)
- Грааль-театр, концерт для скрипки с оркестром (1994)
- Заметки о свете (англ. Notes on Light), концерт для виолончели с оркестром (2007, первый исполнитель Ансси Карттунен)
- Истинное чувство человека (фр. D’om le vrai sens), концерт для кларнета с оркестром (2010, написан для финского кларнетиста Кари Криикку[англ.])
- сочинения для голоса и инструментов, в том числе «Грамматика снов» (Grammaire des rêves, 1989), «За́мок души» (Château de l'âme, 1996), «Четыре мгновения» (Quatre instants, 2002), «Мираж» (2007).
- камерная музыка: трио, струнные квартеты «Нимфея» (1987, на стихи Арсения Тарковского) и «Terra memoria» (2007; оркестровая версия 2009), «Снега» (Neiges, 1998) для ансамбля виолончелей, «Светящаяся дуга» (Lichtbogen, 1986), дуэт «Для Луны» (Oi Kuu, 1990) и др.
- пьесы для виолончели: «Лепестки» (Petals, 1988), «Вблизи» (Près, 1992), «Круговращения и заклинания» (Spins and Spells, 1997), «Семь бабочек» (Sept papillons, 2000) и др.
- Натюрморт (нем. Stilleben), для магнитной ленты (с использованием текстов Ф. Кафки, П. Элюара, В. Кандинского; 1988)
- Шесть японских садов (англ. Six Japanese Gardens), для ударника соло и электроники (1994)